# Trópico
Trópico est une telenovela vénézuélienne produite et filmée entièrement en République dominicaine par Venevisión, Iguana Productions et Antena Latina. Il s'agit d'un remake de la telenovela péruvienne Escándalo de 1997.
Elle a été diffusée entre le 4 juin 2007 et le 14 septembre 2007 sur Venevisión.
La plupart des acteurs et des membres de l'équipe sont des dominicains, à l'exception de José Luis Rodríguez et Scarlet Ortiz qui sont vénézuéliens, Javier Delgiudice et Giovanna Valcárcel qui viennent du Pérou; et Victor González qui est un acteur mexicain.

## Synopsis
Situé dans les belles plages et dans la capitale de la République dominicaine, ce mélodrame tourne autour de la jeune et provinciale Angélica Santos, qui travaille dans l’hacienda du tabac "La Guzmana". Angélica quitte sa maison pour s'éloigner de sa tante sans scrupules et se rend à Santo Domingo. Puis elle participe à un concours de beauté sponsorisé par Guillermo Guzmán où elle rencontre et tombe amoureuse d'Antonio Guzmán. Leur amour est rapidement déchiré par le frère d'Antonica et la tante d'Angélica, qui conspirent contre eux.
Angélica Santos est une fille très travailleuse qui a eu une vie très dure. Elle travaille dans le tabac et les fabrique et lit des histoires à ses amis collègues pour les encourager. elle est aimée de tous. Elle a une tante vraiment méchante, qui a un bar et la nuit, elle travaille au bar pour servir de la bière aux gens. Les clients là-bas sont des pervers et une nuit, il y a cet homme qui essaie de la violer. Elle s'échappe avant qu'il puisse faire quelque chose contre elle. Elle se rend dans la capitale pour rencontrer ce journaliste et ce dernier souhaite qu’elle participe au concours Queen of Caribbean. Elle accepte. 
Quelques jours plus tard, elle rencontre l'amour de sa vie Antonio Guzmán, un homme riche dont le père a organisé le concours et quand ils se sont rencontrés, il participait à la réalisation des journaux. Il a une petite-amie. Elle pensait qu'il travaillait en portant des journaux, mais plus tard, elle découvre la vérité et elle lui pardonne. Ils tombent amoureux, Antonio rompt avec sa petite amie. Angélica remporte le titre de reine des Caraïbes. Après sa victoire, sa tante est venue la faire chanter en lui disant qu'elle raconterait son passé à Antonio et qu'elle lui mentirait en lui disant qu'elle était une prostituée si elle ne lui donne pas d'argent. Angélica ne veut pas craquer, alors elle fait un CD où elle raconte son passé à Antonio. Tout est effacé sur le CD alors qu'il travaillait sur son ordinateur et il ne peut donc pas le voir. Il s'en fiche et lui dit qu'il ne se souciait de rien sur le CD. Angélica était tellement heureuse. 
Le jour de leur mariage, la tante d'Angélica, le frère d'Antonio et l'homme qui a tenté de la violer sont venus saboter le mariage, ont raconté à Antonio son passé et ont menti en disant qu'elle était une prostituée. Antonio ne croit pas Angélica et ils se séparent. Elle n'est plus reine. Elle va ailleurs et ouvre un restaurant et se venge de l'homme qui a tenté de la violer et il va en prison. Quelques jours après son retour dans la capitale, Antonio est de retour avec son ex-petite amie. Un jour, il demande à quelqu'un de réparer le CD et voit ce qu'il y avait dessus. Angélica et lui deviennent amis. Il freine avec ses copines. Angélica participe au concours et gagne Queen of Caribbean. Ce soir-là, ils se retrouvent ensemble. Antonio et Angélica se marient et à la fin, elle se rend dans son village avec Antonio et raconte leur histoire...

## Distribution
- Víctor González : Antonio Guzmán
- Scarlet Ortiz : Angélica Santos
- José Luis Rodríguez : Guillermo Guzmán
- Javier Delgiudice : Ramiro Mendoza
- Mildred Quiroz : Raquel Sánchez
- José Guillermo Cortines : Juan Pablo Guzmán
- José Manuel Rodríguez : Mario Montalvo
- Nuryn Sanlley : Roberta Santos
- William Bell Taylor : Eduardo Lucar
- Giovanna Valcárcel : Maxi Méndez
- César Olmos : Canales Díaz
- Sergio Carlo : Eddy Jiménez
- Zeny Leyva : Jéssica Krebbs
- Ivonne Beras : Victoria Guzmán
- Mía Taveras : Patricia Echeverría
- Laura García Godoy : Mirna Zuyon
- Dominic Benelli : Diana Masias
- Fausto Rojas : Poichon Gamarra
- Mabel Martínez : Anita Suárez
- Georgina Duluc : Elian Valenzuela
- Sonia Alfonso : Elsa
- Mariela González : Pepi Echeverría
- Ramia Estévez : Magaly
- Edgar Hernández : Ricardo Masias
- Iván García : Héctor Masias
- Fifi Almonte : Laura Cabrera
- Vanessa Jerí : Lolita Montalvo
- Amparo Brambilla : Ramona
- Juan María Almonte : Mufareche Montes de Oca
- Estela Chávez : Marina
- Gloria Hernández : Noni
- Elisa Abreu : Rebeca
- Juan Carlos Gonzalez : Sebastián Patson
- Hensey Pichardo : Raúl Romero
- Juan Carlos Salazar : Armando
- Agustín Benítez : Rafael Rodríguez
- Alfonso Rodríguez : Michael Alcántara
- Yorgilla Lina Castillo : Eliam
- José Rodríguez : Le Docteur

## Lieux de tournage
- San José de las Matas
- Santo Domingo
- Cabarete
- Samaná Province
- Malecon Center

## Autres versions
- Escándalo, telenovela péruvienne produite par Iguana producciones et Frecuencia Latina en 1997, mettant en vedette Lorena Meritano et Christian Meier.